# Domenico Tiburzi
Domenico Tiburzi (Pianiano, 28 maggio 1836 – Capalbio, 24 ottobre 1896) è stato un brigante italiano.
Nacque da Nicola Tiburzi e Lucia Attili. Chiamato da tutti "Domenichino", fu il più famoso brigante della Maremma, divenuto una leggenda tra gli abitanti della provincia di Grosseto.

## Considerazione sociale
Rappresenta un esempio di criminalità nata come risposta alle ingiustizie della società. Dai grandi proprietari pretendeva la "tassa del brigantaggio" e in cambio garantiva protezione agli stessi proprietari terrieri (praticamente un pizzo).
Divenne un eroe popolare, il brigante buono e soccorrevole che uccideva "perché fosse rispettato il comando di non uccidere".
Eliminò, infatti, molti briganti che si erano distinti per la loro prepotenza e cattiveria, quando capì che non sarebbe riuscito con la persuasione a ridurli a più miti comportamenti.
Egli distingueva bene la legge dalla giustizia e lui stesso si era nominato protettore della giustizia anche contro la legge dello stato.
Si sposò con Veronica dell'Aia che gli dette due figli.

## I primi reati
La sua fedina penale si sporcò molto presto:
- A sedici anni fu incluso in un elenco di ricercati per furto.
- A diciannove subì un processo per lo stesso reato, ma venne assolto.
- A ventisette venne arrestato per aggressione e ferimento, poi rimesso in libertà per "desistenza della parte offesa".
- Nel 1867 uccise il guardiano del marchese Guglielmi, Angelo Del Bono, reo di avergli affibbiato una multa di 20 lire, uno sproposito per quei tempi (basti pensare che è come se oggi per un paio di calze rubate in un supermercato si facessero pagare a un poveraccio oltre 20.000 euro)[senza fonte] e tutto perché era andato a raccogliere un fascio d'erba nel campo del marchese. Dopo aver passato la notte insonne la mattina seguente prese la decisione di uccidere il guardiano. Ciò scaturì dal fatto che prima dell'Unità d'Italia furono cambiate certe leggi che permettevano la sopravvivenza ai contadini più poveri raccogliendo le spighe cadute dopo la mietitura.[nel 1867 era ancora nello stato papalino, cosa c'entra l'unità d'Italia?] Dopo il misfatto si diede alla macchia, vero regno del brigantaggio di quei tempi, e così con la latitanza inizia la sua storia da bandito.
- Nel 1869 fu arrestato e condannato dal Tribunale di Civitavecchia a 18 anni di galera da scontarsi nel bagno penale di Corneto, cioè Tarquinia.
- Tre anni dopo evase insieme a Domenico Annesi (detto "l'Innamorato") e Antonio Nati (detto "Tortorella"). Si rifugiò nelle macchie della zona castrense dove si unì ad altri latitanti.

## L'entrata in pianta stabile nel brigantaggio
In questo periodo si affacciò alla ribalta del brigantaggio Domenico Biagini di Farnese (detto "il curato" perché molto credente), con il quale Tiburzi strinse un duraturo patto di alleanza.
Si unirono a loro David Biscarini e Vincenzo Pastorini, tutto mentre sulla testa del Tiburzi pendeva una taglia di diecimila lire.
Il Biscarini divenne capo della banda, anche se per poco, dato che nel 1877 fu ucciso dai carabinieri.
Da lì in poi, le redini della banda passarono nelle mani di "Domenichino", che accolse nel gruppo Giuseppe Basili (detto "Basiletto").
Basili e Pastorini furono uccisi da Tiburzi, il primo perché commetteva continue estorsioni ai danni dei mercanti e crudeli bravate, il secondo perché lo metteva sempre in ridicolo raccontando della sua fuga in mutande dalla grotta nella quale fu colpito il Biscarini. Pastorini fu ucciso in un duello sull'aia, fulminato dalla doppietta di Tiburzi.
Nel marzo del 1883 nelle vicinanze di Farnese, goloso dell'ammontare della taglia, Antonio Vestri, boscaiolo, condusse i carabinieri presso il rifugio dei briganti, che riuscirono a fuggire. Dopo qualche tempo il boscaiolo era cadavere. Biagini gli sparò addosso una schioppettata e Tiburzi, per aggiunta, lo sgozzò; al che Biagini, per non essere da meno, sventrò col suo pugnale i due muli con i quali il Vestri trasportava la legna appena raccolta nel Lamone.
Nel 1888, Tiburzi uccise Raffaele Pecorelli, colpevole di aver rubato un maiale al nipote Bartolomeo.
Il compare Biagini cadde sotto i colpi dei carabinieri, in un agguato nella macchia di Gricciano, sul Fiora. Era il 6 agosto 1889: il vecchio bandito aveva ormai 53 anni e da venti viveva alla macchia. Ma Domenichino non si scoraggiò e nel 1889 indusse Luciano Fioravanti, nipote del Biagini, (affinché fosse degno di entrare nelle grazie del "Livellatore") ad uccidere un certo Luigi Bettinelli (detto "il Principino"), sgradito a Domenichino, perché era violento con le donne. Inoltre tra i suoi omicidi i più numerosi sono contro gregari che non stavano alle regole, o contro spie, o contro chi commetteva rapine in suo nome offuscandone l'immagine (tipo un certo capraio di Terracina perché rapinava a nome suo).
Da "bravo" brigante era diventato un Robin Hood dei tempi nostri, aveva istituito una tassa sul brigantaggio cui dovevano corrispondere i nobili ed i ricchi possidenti terrieri che tenevano in pugno l'economia agricola della zona; per gli insolventi la punizione era l'incendio, tipico mezzo di reazione antipadronale dei braccianti maremmani.
Del denaro ricavato il Tiburzi ne donava una parte ai familiari dei meritevoli briganti uccisi e con un'altra pagava il sostentamento per i più poveri e per i contadini e gli artigiani che non riuscivano a sbarcare il lunario. D'altronde aveva uno spirito umanitario, anche se un po' particolare.
Il suo ultimo omicidio fu quello di Raffaele Gabrielli, fattore del marchese Guglielmi, il 22 giugno 1890 nelle campagne di Montalto di Castro perché non aveva avvertito i briganti che ci sarebbe stata una perlustrazione dei carabinieri, nella quale poi rimase ucciso lo stesso Biagini. Il Tiburzi ed il Fioravanti uscirono dalla macchia e chiamarono ad alta voce il fattore che stava facendo colazione insieme ai mietitori e ai suoi collaboratori. Portato a pochi metri di distanza il Tiburzi gli sparò alla testa sotto lo sguardo atterrito dei mietitori.
Nel 1893 il Governo, presieduto da Giovanni Giolitti, ordinò alle autorità di intervenire energicamente per la cattura di tutti i briganti. In una retata ne furono presi oltre 150, processati poi a Viterbo, ma Tiburzi sfuggì continuando a fare il brigante.
In breve tempo furono effettuati molti arresti che coinvolgevano persone di ogni ceto sociale: nobili, contadini, pastori, tutti accusati di associazione a delinquere per aver sottratto i latitanti alle perlustrazioni dei carabinieri e quindi contribuito a creare quell'invulnerabile muro di omertà che avvolgeva e proteggeva i briganti della Maremma. Ma i più erano contadini e pastori, alle cui famiglie venne a mancare, con il loro arresto, l'unico mezzo di sostentamento.
Giolitti stesso si indignò per la situazione venutasi a creare in Maremma.
L'azione delle forze dell'ordine portò il brigantaggio maremmano, e Tiburzi in particolare, agli onori della popolarità nazionale e da quel momento la caccia al bandito divenne serrata e spietata.

## L'uccisione
Nel 1896, presso Capalbio, fu ucciso dopo 24 anni di latitanza dai militari del capitano Michele Giacheri, ufficiale dotato di grande esperienza nel settore. Non a caso il regno di Tiburzi durò molto a lungo, trovando ideale rifugio nella Rocca di Montauto e grazie agli equilibri che era riuscito a stabilire con i potentati locali, evitando accuratamente di scontrarsi con la polizia ("figli di mamma" come li chiamava lui) e tutelando gli interessi di determinati possidenti, a cui garantiva protezione non solo dagli altri briganti, ma anche da ogni altro genere di problemi, dietro un regolare compenso, come fosse una paga, un premio assicurativo o una tassa sulla salute.
Giacheri cominciò a percorrere instancabilmente in lungo e largo il regno del brigante, spacciandosi per un topografo francese, coadiuvato dal suo fido tenente Silvio Rizzoli.
Il luogotenente di Domenichino, Luciano Fioravanti, più giovane di oltre vent'anni, riuscì a fuggire. Alla fine fu ucciso nel 1900 per mano di un amico traditore, Gaspero Mancini, che per derubarlo e assicurarsi la taglia posta sulla sua testa, lo freddò con un colpo a bruciapelo mentre dormiva.
Accadde una piovosa notte d'autunno, tra il 23 ed il 24 di ottobre, tre militi, il brigadiere Demetrio Giudici e i carabinieri Raffaele Collecchia ed Eugenio Pasquinucci, per un puro caso, cioè per non aver trovato alla casa del Cunicchio del pane per rifocillarsi, proseguirono verso Capalbio e passando in località "le Forane" videro il lume acceso nella casa del colono Franci, dove abitavano assieme al padre anche le due belle figlie con le quali il Tiburzi e il Fioravanti pareva se la intendessero. I due fuorilegge avevano trascorso la serata cenando con le migliori provviste assieme ai familiari del colono, e soprattutto "Domenichino" aveva ecceduto con le libagioni, infatti sulla tavola, insieme ai racconti del brigante, dispensati ai commensali come un vero e osannato patriarca, si allinearono molti fiaschi di vigoroso vino maremmano. Improvvisamente, all'avvicinarsi dei gendarmi, i cani iniziarono ad abbaiare furiosamente, e al "Chi va là" del Tiburzi parte lo scontro a fuoco: i due briganti potevano brandire ottimi fucili a retrocarica, fucili a canne mozze, pugnali e varie rivoltelle. Appena spalancata la porta il primo che uscì allo scoperto per fuggire fu il Fioravanti che esplose un paio di fucilate nell'ombra, per coprirsi la fuga nelle tenebre con l'effetto sorpresa. Il Tiburzi invece, più anziano e lento non riuscì a scappare come il Fioravanti, ma questo non gli impedì di lasciare andare anch'esso due fucilate verso quella che credette la figura di un gendarme: l'infallibile mira del Re del Lamone, annebbiata dal vino e dagli anni questa volta colpì, come ultimo bersaglio di una storia leggendaria, un orcio di terracotta, che andò si in frantumi, ma espose al contempo il brigante ad una più rapida individuazione dei carabinieri, i quali risposero al fuoco, crivellandolo di colpi alle gambe e al torace, e lasciandolo ucciso all'istante. Domenico Tiburzi cadde, ma lo fece impugnando il suo scettro di indiscusso Re della Macchia: con il fucile tra le mani. Il Fioravanti riuscì invece come detto a fuggire con un formidabile balzo, immacchiandosi nelle tenebre impenetrabili della campagna maremmana di fine ottocento, come fosse stato un cinghiale braccato dalla canizza, e scomparve in un battibaleno, sottraendosi agli spari furiosi dei gendarmi e prima che qualcuno potesse solo tentare o anche pensare di acciuffarlo.
L'unica fotografia che si trovi del brigante Domenico Tiburzi è stata fatta dopo la sua morte, con il corpo legato ad una colonna di marmo appena oltre l'ingresso del piccolo cimitero di Capalbio per tenerlo in piedi e gli stecchini agli occhi per dare l'illusione che fosse ancora vivo. La colonna dopo più di cento anni è ancora li a testimoniare il fatto avvenuto.

## I funerali voluti dalla gente di Capalbio
Alla morte di Domenichino il suo regno rimase tutto a disposizione della banda ancora per qualche anno per poi disgregarsi ineluttabilmente. I tre che la componevano, Settimio Menichetti, Settimio Albertini e Antonio Ranucci, erano troppo malvagi per poter aspirare all'amicizia del "Livellatore".
Di Tiburzi si conoscono i delitti, quelli che risultano negli archivi. Ma nessun archivio riporta, di un brigante, le manifestazioni positive; altrimenti non si spiegherebbe l'ammirazione da parte di tanta gente del popolo. Infatti il prete voleva negare al brigante il funerale e la sepoltura in terra consacrata ma la ostinata popolazione di Capalbio, sdegnata da tale decisione, ha esatto per il paladino dei diritti dei più deboli un'onorata sepoltura in terreno consacrato.  Si arrivò così ad un compromesso: "mezzo dentro e mezzo fuori dal cimitero". Quindi si scavò la fossa proprio dove si apriva il cancello d'ingresso originario e gli arti inferiori restarono dentro - come vuole la tradizione - mentre la testa, il torace (e dunque l'anima) rimasero fuori.

## La fine del brigantaggio in Maremma
Da notare è che i carabinieri furono premiati con una medaglia d'argento con tanto di cerimonia di stato e foto in posa, ma il professionale Giacheri non si lasciò lusingare e si concentrò sulla debellazione della Maremma fino all'ultimo brigante.
Il brigantaggio fu debellato alla fine del diciannovesimo secolo. Pochi briganti finirono ammanettati: preferirono cadere sotto il piombo dei carabinieri piuttosto che arrendersi e finire agli arresti.
L'onorevole Massari definì il fenomeno del brigantaggio come "la protesta selvaggia e brutale della miseria contro le antiche e secolari ingiustizie", legato all'esistenza delle grandi tenute maremmane e delle tensioni sociali.
Non a caso i più gravi episodi di violenza si verificavano ai danni di guardiani, guardiacaccia, fattori, carabinieri e altri rappresentanti del potere padronale e dello Stato.

## Ricordi di Tiburzi

### Film
A Domenico Tiburzi è stato poi dedicato un film uscito nel 1996 e diretto da Paolo Benvenuti, intitolato proprio Tiburzi con il patrocinio del Comune di Montalto di Castro, Comune di Capalbio e con la collaborazione dei Comuni di Canino, Cellere, Farnese, Ischia di Castro e Tarquinia.

### Pubblicazioni editoriali
Il famigerato brigante, "Re della Maremma", è anche apparso sulle copertine e sulle pagine di diversi libri pubblicati anche nel 2006.

### Canzone
Nel 1996 viene presentato lo spettacolo di teatro-canzone "Doppiette e Rosari - Percorso in musica tra i briganti di confine" scritto e diretto da Viola Buzzi e promosso da diversi enti pubblici dell'Alto Lazio nei comuni di Acquapendente, Valentano, Montefiascone e Viterbo. Alla ricerca partecipano gli storici del brigantaggio Alfio Cavoli, Romualdo Luzi, Antonio Baragliu. Nel 1997 viene pubblicato l'omonimo EP prodotto dall'Associazione iTusci.
Nel 2006, in occasione del 110º anniversario della morte di Tiburzi viene prodotto e realizzato l'evento-spettacolo "Tiburzi-Provenzano: l'ultima notte", di Viola Buzzi e Eugenio Manca nelle sedi di Acquapendente, Viterbo e Roma. L'evento promosso dalla Regione Lazio, con il Patrocinio dal Senato della Repubblica, ha visto la partecipazione di ospiti del mondo della cultura, del giornalismo e della politica che hanno ricordato il brigante maremmano in un parallelo con il celebre capomafia. 
Il gruppo musicale italiano La Tresca ha dedicato al brigante maremmano “Il sentiero dei briganti”, canzone inserita nell'album del 2003 "Compagni di strada".
Il gruppo musicale Tuscae Gentes ha dedicato una canzone al brigante dal titolo “Lettere di Tiburzi”, inserita nell'album del 2003 "Quando il Merlo Canta". La canzone contiene il testo di due ipotetiche lettere che Tiburzi avrebbe scritto, una se fosse andato in Paradiso e l'altra se fosse andato all'Inferno.
Il cantautore italiano Massimiliano Larocca ha dedicato al brigante la canzone "Il Brigante Tiburzi", inserita nell'album del 2010 "Chupadero!"
Il cantastorie e uomo di spettacolo maremmano Mauro Chechi ha dedicato una ballata, "Domenico Tiburzi", al più famoso dei briganti maremmani.

## Il mito continua
La sua fama e la sua leggenda continuano ad imperversare e ad intrattenere attraverso alcuni media. Il suo alone di mistero, la sua "bontà" dalla morale discutibile ma simpatica a primo impatto fanno sempre più presa sul pubblico di cui solo una piccola parte lo conosce, ma si spera che la sua storia particolare ma attraente si divulghi non più per sentito dire e diventi ben presto di dominio pubblico.
A distanza di più di 100 anni il nome di Tiburzi provoca la curiosità dei ragazzi quando viene evocato nella lettura del giornalino di Gian Burrasca di Vamba, scritto nel 1º decennio del XX secolo, quando gli eventi relativi al brigante erano cronaca di un passato molto recente per cui la citazione del suo nome era comprensibile ai lettori dell'epoca. Infatti, nel racconto del 27 dicembre il giovanissimo protagonista Giannino dopo un'ennesima marachella, compiuta nei confronti del signor Tyrynnanzy che lo accompagnava nel viaggio in treno da Firenze a Roma, è da questo apostrofato con la famosa frase: - Ma tu sei peggio di Tiburzi!... Come fa la tua povera famiglia a sopportare una canaglia come te?... -
Il deputato e giornalista Furio Colombo lo menziona in un suo articolo blog su Il Fatto Quotidiano versione online del 26 ottobre 2011, facendo riferimento ad una sua famosa foto da morto.